# Pediatra
Pediatra – lekarz specjalista w zakresie pediatrii, nauki o chorobach występujących wśród dzieci i metodach ich leczenia. W ramach dalszego rozwoju zawodowego lekarza pediatry, dostępne są podspecjalizacje (lub specjalności szczegółowe), np. nefrologia dziecięca, endokrynologia dziecięca, onkologia dziecięca, hematologia dziecięca itp.

Przeczytaj ostrzeżenie dotyczące informacji medycznych i pokrewnych zamieszczonych w Wikipedii.